# Chaerilus spinatus
Espèce
Chaerilus spinatus est une espèce de scorpions de la famille des Chaerilidae.

## Distribution
Cette espèce est endémique des Moluques en Indonésie. Elle se rencontre sur Halmahera vers Sagea.

## Description
La femelle holotype mesure 18,7 mm. Chaerilus spinatus mesure de 17 à 19 mm.

## Publication originale
- Lourenço & Duhem, 2010 : One more new species of Chaerilus Simon, 1877 (Scorpiones, Chaerilidae) from the island of Halmahera, Indonesia. Acta Arachnologica, vol. 59, no 1, p. 25-30 (texte intégral).